# (342843) Davidbowie
(342843) Davidbowie – planetoida położona w głównym pasie, nazwana na cześć brytyjskiego artysty Davida Bowiego.

## Nazwa
Pierwsze, tymczasowe oznaczenie planetoidy, 2008 YN3, to kolejno rok jej odkrycia (2008), pół-miesiąc odkrycia (16–31 grudnia – „Y”) oraz numer kolejny odkrycia w tym okresie (N3 – 88 planetoida odkryta pomiędzy 16–31 grudnia 2008). 5 stycznia 2015 planetoidzie została nadana nazwa na cześć brytyjskiego artysty Davida Bowiego.

## Odkrycie
Planetoida została po raz pierwszy zaobserwowana w 2003 (ówczesne oznaczenie 2003 SG99), ale oficjalnie została zarejestrowana jako nowa planetoida 21 grudnia 2008. Jej odkrywcą z 2008 był Felix Hormuth z obserwatorium Calar Alto.

## Charakterystyka
Obiekt porusza się w pasie głównym, jego wielkość absolutna wynosi 17,1 i nie może być widziany gołym okiem. Planetoida porusza się po nieco ekscentrycznej orbicie pomiędzy Marsem i Jowiszem, jej okres orbitalny wynosi około 4,5 roku.